# Kền kền lớn đầu vàng
Kền kền lớn đầu vàng (danh pháp hai phần: Cathartes melambrotus) là một loài chim trong họ Cathartidae.

## Hình ảnh

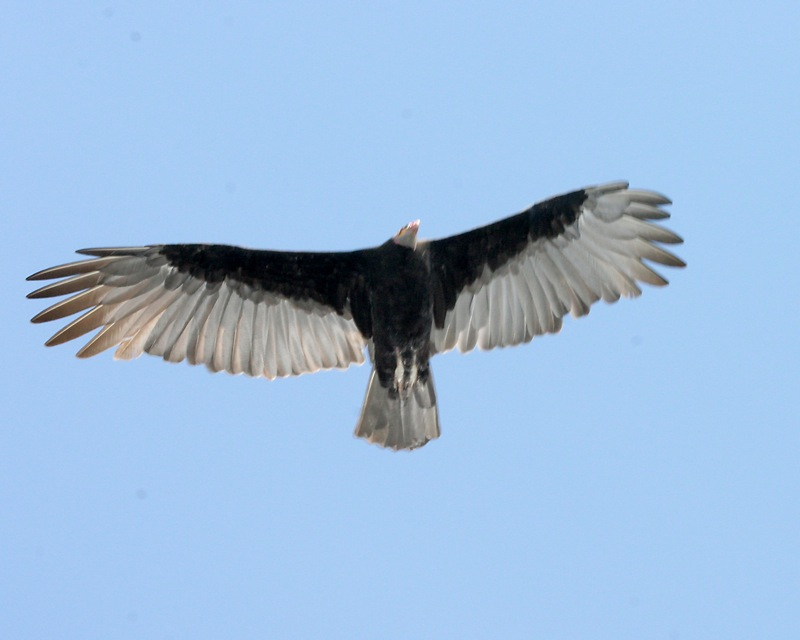
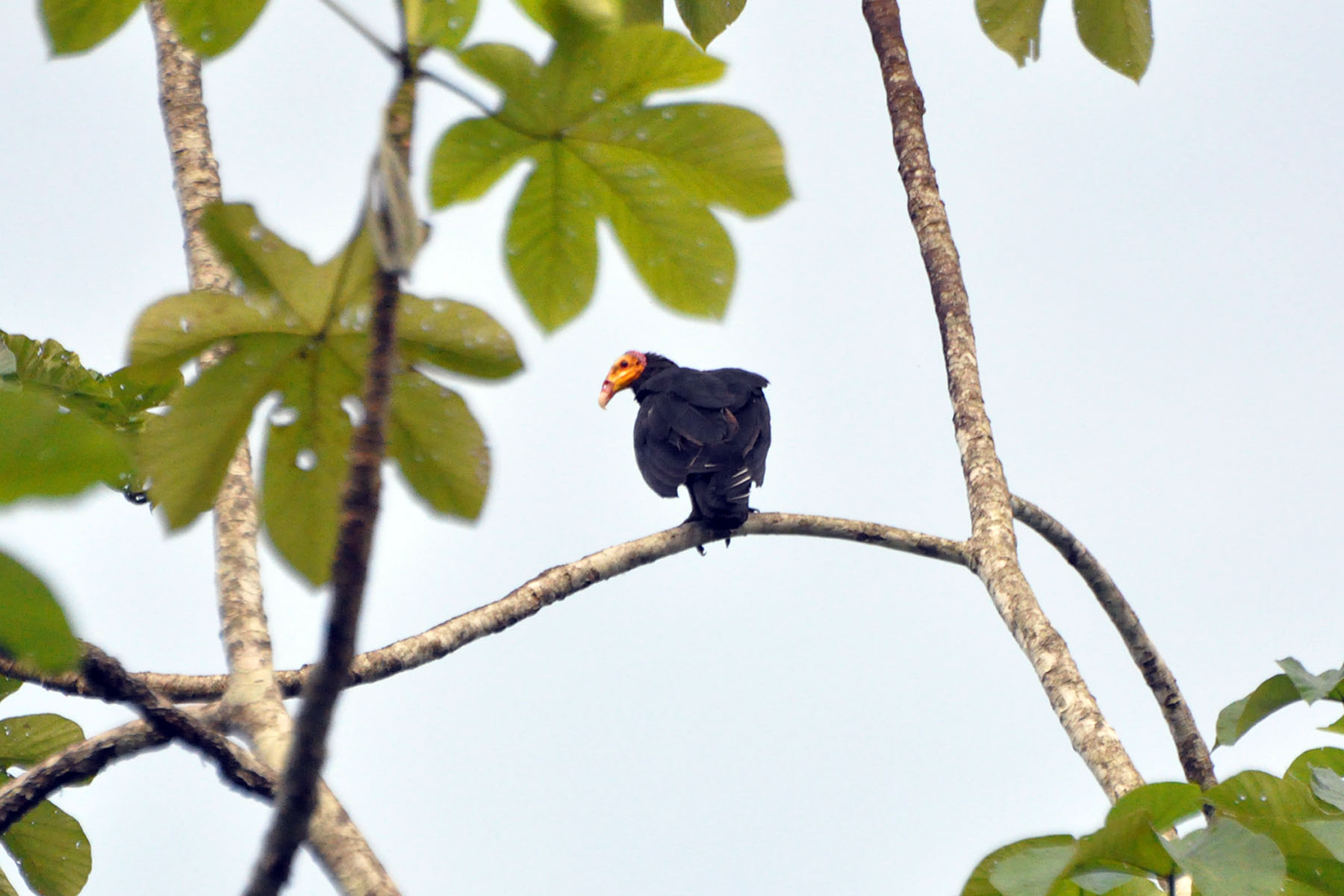